# 劈場

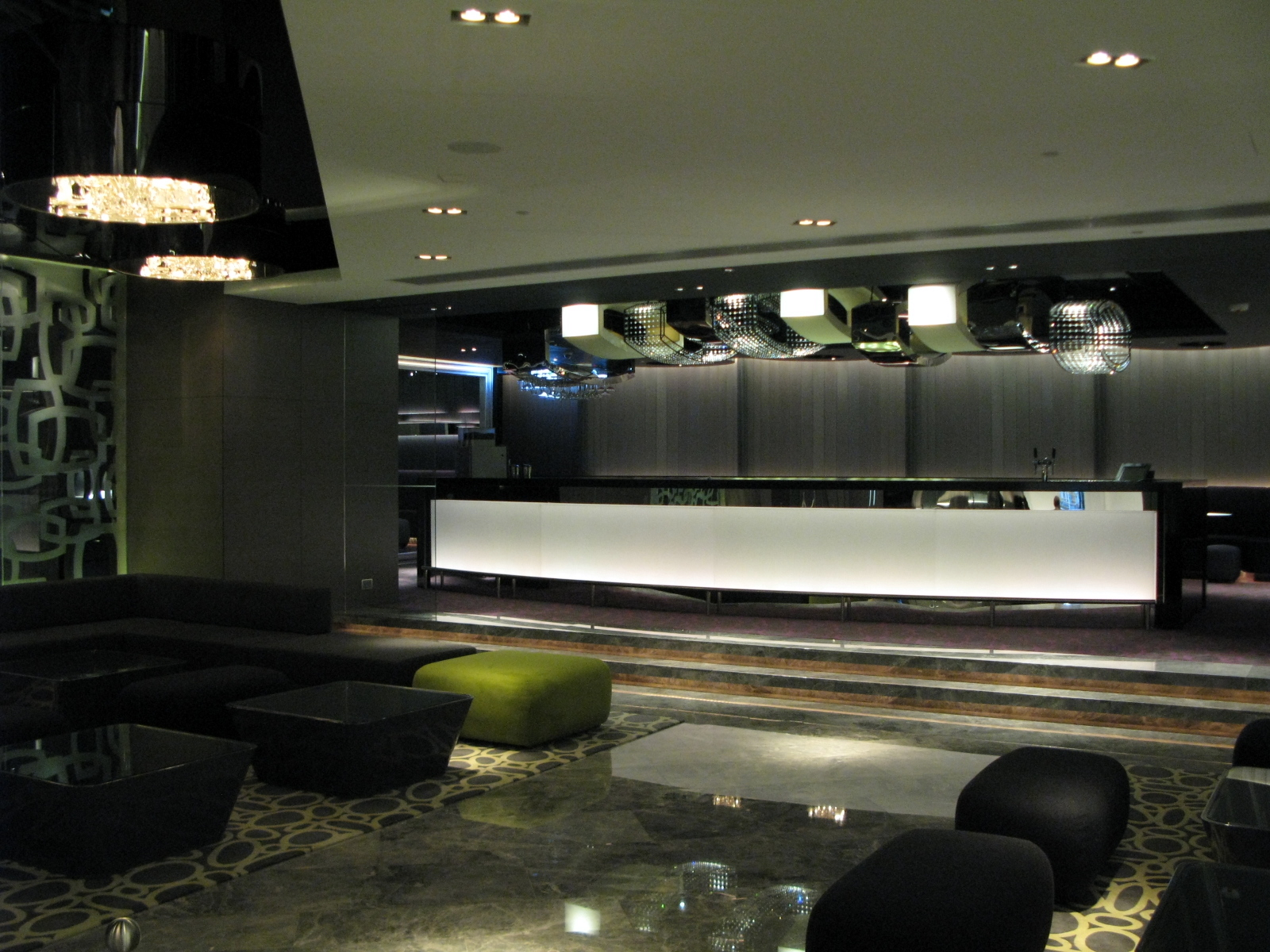
香港的Room One Bar

「劈」，是香港人用來形容豪飲的俗語，例如「劈酒」一詞，便是指豪飲，或者鬥酒對飲，所以喝酒為主打的酒吧便被稱為「劈場」。
香港的酒吧主要可分成兩類，其一是以清雅見稱的「清吧」，另一種是以娛樂、熱鬧作賣點的「劈場」，各有特色。酒價方面，這類酒吧亦比較大眾化，每瓶啤酒約$30上下，所以深得喜愛豪飲之人的捧場。
香港較有名的「劈場」包括寶勒巷、尖東、山林道、旺角太子、銅鑼灣一帶，較有名的連鎖「劈場」如太平洋酒吧更在2017年1月於香港上市。這些酒吧比較富娛樂性，首先大部份酒吧會直播足球賽事，每當有大型賽事便會人頭湧湧。其次許多酒吧內都會提供骰盅、標靶和卡拉OK，人們飲酒之餘還可以一試身手，或者大展歌喉。另外，有些酒吧更會聘請拳手駐場，與酒客一較高下，讓歡樂氣氛更加熾熱。